# Idaea scintillans
Idaea scintillans là một loài bướm đêm trong họ Geometridae.